# Rębielice Szlacheckie (kolonia)
Rębielice Szlacheckie – dawna kolonia w Polsce, w województwie śląskim, w powiecie kłobuckim, w gminie Lipie. Miejscowość zniesiona 1 stycznia 2017.